# Stora Dicka
Stora Dicka is een plaats in de gemeente Avesta in het landschap Dalarna en de provincie Dalarnas län in Zweden. De plaats heeft 62 inwoners (2005) en een oppervlakte van 19 hectare.